# Albert Marro i Fornelio
Albert Marro i Fornelio (Barcelona, 21 de setembre de 1878 – 6 d'abril de 1956) va ser un director i productor cinematogràfic. És un dels pioners del cinema català junt amb Segundo de Chomón i Lluís Macaya, amb qui va fundar Hispano Films, o els germans Ramon i Ricard de Baños.

## Biografia
Fill de família acomodada, la seva mare, natural de Mataró, era filla d'artesans i el seu pare comandant de l'exèrcit. Quan encara era petit van ser enviats a les Filipines i allà va iniciar els seus estudis. El 1897, amb 19 anys i ja a Catalunya, tenia una barraca de fira on s'hi projectaven pel·lícules amb la qual va recórrer tot el país. Durant aquesta època coneix a Segundo de Chomón, amb qui es fa amic i decideix fundar la societat Chomón-Marro i comencen a fer algunes produccions.
Al 1901 Marro coneix a Lluís Macaya, aquest decideix unir-se fent una aportació de capital i funden la societat Macaya-Marro. En aquest moment Chomón era el responsable de la fotografia i dels trucatges, mentre que Marro s'encarregava dels guions i de la realització junt amb Macaya. En un començament, es tractava de pel·lícules fantàstiques inspirades en les de George Méliès. Amb la mort de Lluís Macaya, però, Marro busca a altre socis i troba als germans Ramon i Ricard Baños amb qui constituirà la productora Hispano Films el 1908.
La primera producció que faran sota aquest nom serà una adaptació de Don Juan Tenorio (1908) que aconseguí vendre a la Pathé i a la Film d'Arte Italiano. Des d'un bon començament es van decantar pels llargmetratges populars de temàtica dramàtica que funcionaven molt bé amb la societat del moment, i així va ser fins al 1914 que Ricard de Baños decideix separar-se del seu soci per fundar una productora amb el seu germà Ramon.
L'any 1916, i inspirat pels films d'episodis o jornades francesos, italians o nord-americans, va decidir portar aquest format a les pantalles catalanes. Es tractava de pel·lícules d'episodis similars a les novel·les de fulletó que es venien setmanalment per tal de tenir al públic expectant. Explicaven històries plenes d'aventures, misteris i intrigues amb personatges bons i dolents. Un dels films d'episodis que va tenir més èxit va ser Barcelona y sus misterios (1916). Tot i l'èxit, a partir de 1917 la Hispano Films va començar a decaure i va culminar amb l'incendi dels estudis el juny de 1918, que van destruir la que havia estat l'empresa cinematogràfica més important de Catalunya.

## Filmografia
Entre 1904, quan roda el primer curtmetratge, i 1918, abans de l'incendi, Albert Marro produeix més de 70 films i curtmetratges:
- 1904:
  - Panorama del parque (Documental)
  - Viaje a Italia (Curtmetratge)
  - Visita a Montserrat (Curtmetratge)
- 1905:
  - Barcelona, Navidad de 1904 (Documental)
  - Cásate y verás (Documental)
  - El Tibidabo (Documental)
  - Gira al parque Guell (Documental)
  - La masia catalana (Documental)
- 1906:
  - Ampurias (Documental)
  - Fiestas y cabalgatas en la ria de San Sebastian (Pasajes) (Documental)
  - Ibiza (Documentary short)
  - La costa Brava (Documental)
  - Mallorca (Documental)
  - Menorca (Documental)
- 1907:
  - Batalla de flores en Valencia (Documental)
  - El carnaval de Niza (Documental)
  - La exposición Hispano-Francesa de Zaragoza (Documental)
  - Lérida (Documental)
  - Los parques de Barcelona (Documental)
  - Montserrat (Documental)
  - Oporto (Documental)
  - Paris, la ciudad de la luz (Documental)
  - Roma y las ruinas romanas (Documental)
- 1908:
  - Carnaval de Reus (Curtmetratge)
  - Don Juan Tenorio (Curtmetratge)
  - La casa de los duendes (Curtmetratge)
- 1909:
  - Amor impossible (Curtmetratge)
  - Celos gitanos (Curtmetratge)
  - Destino trágico (Curtmetratge)
  - Dos guapos frente a frente (Curtmetratge)
  - El dedo acusador (Curtmetratge)
  - El joyero (Curtmetratge)
  - El sueño milagroso
  - Homenaje de Barcelona a Guimera en la Plaza Cataluña (Documental)
  - Justicia de Felipe II (Curtmetratge)
  - Locura de amor
  - Los dos hermanos
  - Su proprio juez (Curtmetratge)
- 1910:
  - Don Juan de Serrallonga
  - El acantilado (Curtmetratge)
  - La usurpadora (Curtmetratge)
- 1911:
  - Carmen o la hija del bandido (Curtmetratge)
  - Don Pedro el Cruel
- 1912. Magda
- 1913:
  - De muerte a vida
  - El amigo del alma
  - Laura y sus pretendientes
- 1914:
  - Amor andaluz (Curtmetratge)
  - Diego Corrientes
  - El león de la sierra
  - Entre naranjos
  - Entre ruinas
  - La chavala
  - La deuda del pasado
  - La echadora de cartas
  - La secta de los misteriosos
  - La tragedia del destino
  - Noche de sangre
  - Rosalinda
  - Su mismo juez
  - Un drama en Aragón
- 1915:
  - Elva
  - La pena del Talión
  - Las víctimas de la fatalidad
  - Los ladrones del gran mundo
  - Los misterios de Barcelona
  - Los polvos del ratero (Curtmetratge)
  - Los muertos hablan
- 1916. Alexia o La niña del misterio
- 1917:
  - El testamento de Diego Rocafort
  - El beso de la muerte
- 1918. El manuscrito de una madre